# 下境 (横手市)
下境（しもざかい）は、秋田県横手市の大字。郵便番号は013-0824。人口は445人、世帯数は154世帯（2020年10月1日現在）。旧平鹿郡境町村大字下境、旧平鹿郡下境村に相当する。

## 地理
横手市の北部、横手地域の北端に位置しており、東で上境、西で黒川・百万刈、南で下八丁、北で仙北郡美郷町金沢西根と隣接する。西境を大戸川が北に流れ、北東部では横手川が北西に流れる。横手川と並行して県道71号大曲横手線が通っており、南東端の中心集落である関合を通って南北に通る県道267号金沢吉田柳田線は、馬場（板小屋）で進路を変え西側に向かう。水田中心の準農村地帯であり、北部に馬場・荒田・八気・目名川・碑巻、中央部に日向・太郎小屋・中村・根田川、南部に関合・三ツ栗・庚塚の集落が分散的に存在する。
全域が都市計画区域に含まれるが、区域区分非設定区域となっている。都市計画法上の用途地域には指定されていない。

### 地名の由来
菅江真澄の『雪の出羽路 平鹿郡』によれば、「下境」という地名は、上境に対応するものであり、「境」は境界を意味するとされる。これは、平鹿郡と仙北郡との境界に位置していたことに由来する。

### 小字
2024年（令和6年）10月5日時点での「横手市（秋田地方法務局大曲支局）登記所備付地図データ」、デジタル庁公表の「アドレス・ベース・レジストリ」の「秋田県 横手市 町字マスター（フルセット） データセット」、横手市公表のオープンデータによれば、下境の小字は以下の通りである。
| 町・字 | 町・字     | 出典 | 出典         | 出典       |
| 大字   | 小字       | 登記 | 町字マスター | 行政区一覧 |
| ------ | ---------- | ---- | ------------ | ---------- |
| 下境   | 字荒田     | ○    | ○            | ○          |
| 下境   | 字一本木   | ○    | ○            | ○          |
| 下境   | 字栄川原   | ○    | ○            | ×          |
| 下境   | 字押切     | ○    | ○            | ○          |
| 下境   | 字下三ツ栗 | ○    | ○            | ○          |
| 下境   | 字関合     | ○    | ○            | ○          |
| 下境   | 字関合村西 | ○    | ○            | ○          |
| 下境   | 字関合南町 | ○    | ○            | ○          |
| 下境   | 字貴船     | ○    | ○            | ×          |
| 下境   | 字権兵衛   | ○    | ○            | ×          |
| 下境   | 字向大島   | ○    | ○            | ○          |
| 下境   | 字庚塚     | ○    | ○            | ○          |
| 下境   | 字根田川   | ○    | ○            | ○          |
| 下境   | 字三ツ栗   | ○    | ○            | ○          |
| 下境   | 字上三ツ栗 | ○    | ○            | ○          |
| 下境   | 字西大島   | ○    | ○            | ○          |
| 下境   | 字斉藤小屋 | ○    | ○            | ○          |
| 下境   | 字千本野   | ○    | ○            | ○          |
| 下境   | 字川熊     | ○    | ○            | ×          |
| 下境   | 字川原     | ○    | ○            | ○          |
| 下境   | 字太郎小屋 | ○    | ○            | ○          |
| 下境   | 字大橋脇   | ○    | ○            | ○          |
| 下境   | 字大島     | ○    | ○            | ○          |
| 下境   | 字中村     | ○    | ○            | ×          |
| 下境   | 字田中     | ○    | ○            | ○          |
| 下境   | 字日向     | ○    | ○            | ○          |
| 下境   | 字馬場     | ○    | ○            | ○          |
| 下境   | 字八気     | ○    | ○            | ○          |
| 下境   | 字八気南町 | ○    | ○            | ○          |
| 下境   | 字八百刈   | ○    | ○            | ○          |
| 下境   | 字板小屋   | ○    | ○            | ○          |
| 下境   | 字福蔵谷地 | ○    | ○            | ○          |
| 下境   | 字北大屋敷 | ○    | ○            | ○          |
| 下境   | 字目名川   | ○    | ○            | ○          |
| 下境   | 字下境西   | ○    | ○            | ×          |
| 下境   | 字稗巻     | ○    | ○            | ○          |

## 歴史
正保4年（1647年）の『出羽国知行高目録 下』では、境村として上境村と下境村が総称されている。享保年間までの村高を記録した郷帳をもとに町名を調べた『平鹿郡御黒印吟味覚書』においても、当初は境村として記載されており、その後、上境村から下境村が分離したように記載されている。享保15年（1730年）の『六郡郡邑記』によれば、下境村とは18の支郷の総称で、八掛村（家数2軒）、桜町村（同2軒）、押切（同7軒）、新田屋（同6軒）、馬場村（同5軒）、板杭村（同5軒）、長沼村（同2軒）、日向村（同3軒）、三ツ栗村（同11軒）、大島村（同1軒）、中村（同6軒）、大屋敷村（同3軒）、太郎小屋村（同1軒）、目那川村（同2軒）、碑巻村（同3軒）、根田川村（同13軒）、堰合村（同6軒）がある。菅江真澄の『雪の出羽路 平鹿郡』では、下境村を親郷とする10村の寄郷を記述しているように、文化9年（1812年）から田村に代わって大戸川沿いに位置する村々の中心となる村になった。また、江戸期における秋田を代表する開拓者である高橋武左衛門が居住していたことなどについても記載されている。享保15年には80軒あった下境村は、延享4年以降の水害や冷害などによって、宝暦4年（1754年）にはわずか17軒となり、これを復興すべく武左衛門が村の開墾に従事。下境村のほか、石成村（現・横手市平鹿町醍醐）や、河辺郡四ツ小屋村（現・秋田市四ツ小屋）の開墾にも従事した。
北部の下境字千本野には、西野館と称される中世の城館跡がある。小野寺氏の家臣・西野修理亮道俊が城主であったと伝えられている。道俊は天正14年（1586年）の有屋峠合戦や、翌15年頃の唐松山合戦における勇戦で知られ、またその子・憲道も慶長5年（1600年）の大森合戦に出陣している。郭とされる区画は、東西約70m、南北約90mの広さがあり、段丘の地形が残っているものの、土塁や堀といった遺構は戦後に消失しており、現在では確認できない。

### 沿革
- 1874年（明治7年）7月28日 - 境町小学校の前身の1校となる「下境学校」が開校[15]。
- 1889年（明治22年）4月 - 町村制施行に伴い、上境村・下境村・上八丁村・下八丁村が合併し、境町村となる[16]。下境村は境町村大字下境となる[17]。
- 1955年（昭和30年）4月1日 - 境町村と黒川村が横手市に編入[18][19]。横手市下境となる[17][20]。
- 1956年（昭和31年）1月1日 - 和光保育園が、下境字関合114番地1に開園[21]。

## 世帯数と人口
2020年（令和2年）10月1日現在の世帯数と人口は以下の通りである。
| 大字 | 小字       | 世帯数  | 人口  |
| ---- | ---------- | ------- | ----- |
| 下境 | 字千本野   | 4世帯   | 15人  |
| 下境 | 字福蔵谷地 | 6世帯   | 15人  |
| 下境 | 字根田川   | 20世帯  | 66人  |
| 下境 | 字北大屋敷 | 8世帯   | 19人  |
| 下境 | 字稗巻     | 11世帯  | 36人  |
| 下境 | 字太郎小屋 | 13世帯  | 35人  |
| 下境 | 字馬場     | 17世帯  | 48人  |
| 下境 | 字日向     | 8世帯   | 19人  |
| 下境 | 字荒田     | 17世帯  | 48人  |
| 下境 | 字関合     | 25世帯  | 57人  |
| 下境 | 字根田川   | 10世帯  | 37人  |
| 下境 | 字上三ッ栗 | 14世帯  | 46人  |
| 下境 | 字大島     | 8世帯   | 25人  |
| 計   | 計         | 154世帯 | 445人 |

### 人口・世帯数の推移
以下は国勢調査による1995年（平成7年）以降の人口の推移。
| 年                 | 人口 |
| ------------------ | ---- |
| 1995年（平成7年）  | 725  |
| 2000年（平成12年） | 661  |
| 2005年（平成17年） | 614  |
| 2010年（平成22年） | 529  |
| 2015年（平成27年） | 486  |
| 2020年（令和2年）  | 445  |

以下は国勢調査による1995年（平成7年）以降の世帯数の推移。
| 年                 | 世帯数 |
| ------------------ | ------ |
| 1995年（平成7年）  | 160    |
| 2000年（平成12年） | 159    |
| 2005年（平成17年） | 163    |
| 2010年（平成22年） | 162    |
| 2015年（平成27年） | 161    |
| 2020年（令和2年）  | 154    |

## 小・中学校の学区
市立小・中学校に通う場合、学区（校区）は以下の通りとなる。
| 小字 | 小学校               | 中学校               |
| ---- | -------------------- | -------------------- |
| 全域 | 横手市立横手北小学校 | 横手市立横手北中学校 |

## 交通

### 鉄道
町内に駅はない。最寄り駅は■奥羽本線の後三年駅。

### バス
町内にバス路線及びバス停はない。
2023年9月30日までは羽後交通の角間川線が通っていた。

### 道路
- 秋田県道71号大曲横手線
- 秋田県道267号金沢吉田柳田線

## 施設
- 貴船神社（字荒田113番地）[30]
祭神：高龗大神・罔象女大神・天照大御神・大年大神、祭日：旧暦8月17日、梵天祭：2月16日[30]
延宝8年に創立し、当時は貴船明神堂と称した[31]。社伝によれば、後三年合戦の際、新羅三郎源義光が下境の地まで進軍したが、横手川の水勢が激しく、これ以上先へ進むことができなかった[30]。そこで義光は京都の貴船神社に祈願し、祠を建て[31]、その後金沢柵に攻め入った[30]。これを篤く祀ったのが貴船神社であると伝えられている[31][30]。
弘化4年（1847年）9月9日[31]に社伝を改築（再建[31]）[30]。1916年（大正5年）8月5日、境町村下境神明社、同御田神社を合併し、村社に列せられた[31]。
- 萬栄寺（字根田川5番地）[32]
山号：特留山、宗派：真宗大谷派、本尊：阿弥陀如来[32]
- 横手警察署 横手西駐在所（字関合241番地1）